# 야히아 이븐 아사드
야히아 이븐 아사드(영어: Yahya ibn Asad, ? - 855년)는 사만 왕조 타슈켄트의 지배자이다. 아버지는 아사드 이븐 사만이다.
야히아는 라피 이븐 라이스(Rafi' ibn Laith)의 반역을 저지한 것에 대한 보상으로 아바스 왕조의 칼리파 알마문에게 타슈켄트를 지배하는 것을 허락받는다. 그리고 사마르칸트를 다스리던 형제 누 이븐 아사드가 죽자, 야히아는 또 다른 형제인 아흐마드 이븐 아사드와 함께 그 도시를 다스렸다. 그 후 야히아의 권위는 점차 아흐마드에 의해 축소되지만, 855년에 야히아가 죽을 때까지는 명목상의 통치자로 남았다. 야히아의 사후엔 아흐마드가 집권하였다.
| 전임 - | 사만 왕조 타슈켄트의 통치자 야히아 이븐 아사드 819년 - 855년 | 후임 아흐마드 이븐 아사드 |

| 전임 누 이븐 아사드 | 사만 왕조 사마르칸트의 통치자 야히아 이븐 아사드(+아흐마드) 851년 - 855년 | 후임 아흐마드 이븐 아사드 |